# Bray (condado de Wicklow)

Armas de Bré

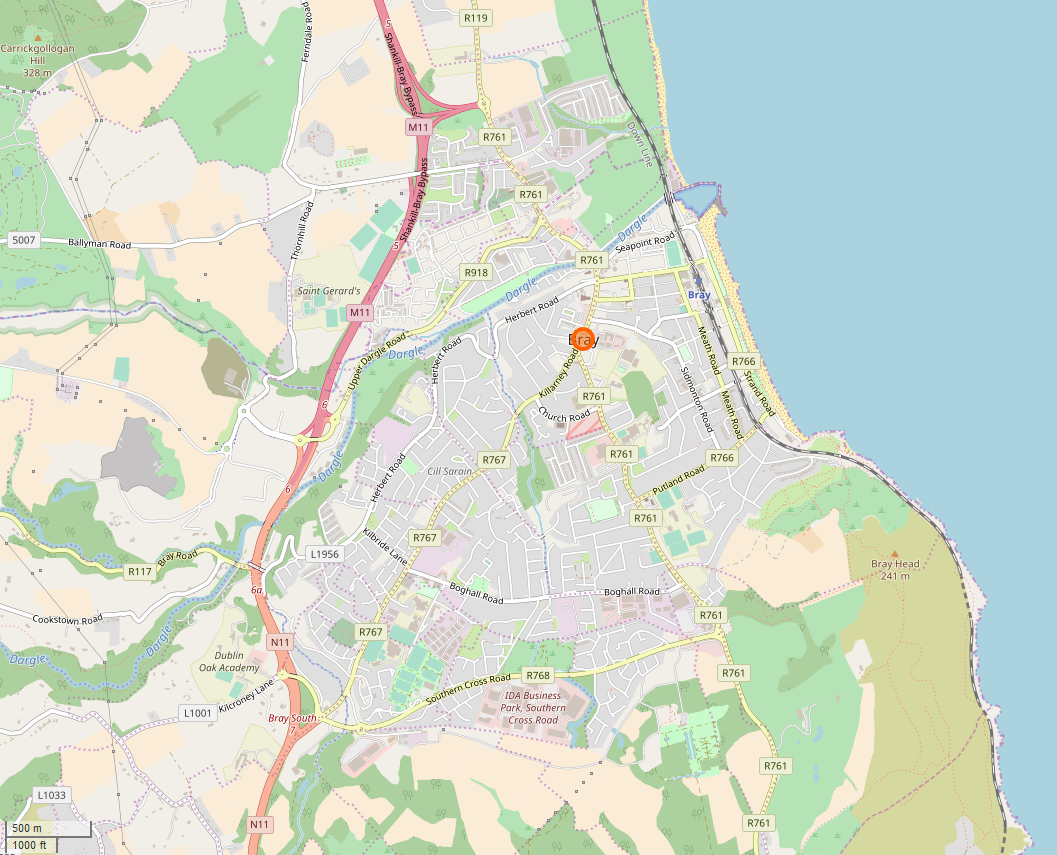
Mapa de Bray (Bré)

Bray   ou  Bré ([bʲɾʲeː]), é uma cidade costeira no norte do condado de Wicklow, na Irlanda. Fica situada a cerca de 20 Km a sul de Dublin,  na costa leste. Tem uma população de 32.600 habitantes, sendo a nona maior área urbana da Irlanda (no censo de 2016).
As ligações suburbanas entre Bray e Dublin são fornecidas por comboio, autocarro de Dublin e as auto-estradas M11 e M50 sendo a cidade popular com visitantes da capital.

## Etimologia
O nome   Bray  é uma anglicização do irlandês Bré, cujo significado é incerto. Liam Price sugeriu que pode ser um nome antigo para o rio Dargle ou um afluente. Em 1875, PW Joyce atribuiu erroneamente o nome irlandês Brí, uma palavra antiga que significa "monte", referindo-se, neste caso, a Bray Head. Numa publicação da Liga Gaélica de 1905 que defendia o uso de endereços postais em língua irlandesa, Seosamh Laoide cunhou o nome Brí Cualann  "Brí in Cualu", como parte da sua política em que "se o nome da cidade [em irlandês] for uma palavra, o território [antigo gaélico] deve ser adicionado a esta no caso genitivo". Brí e Brí C[h]ualann foram usados em meados do século XX, apesar de ter sido refutado por Price e Osborn Bergin.  Bré foi adotado por lei em 1975.

## Demografia

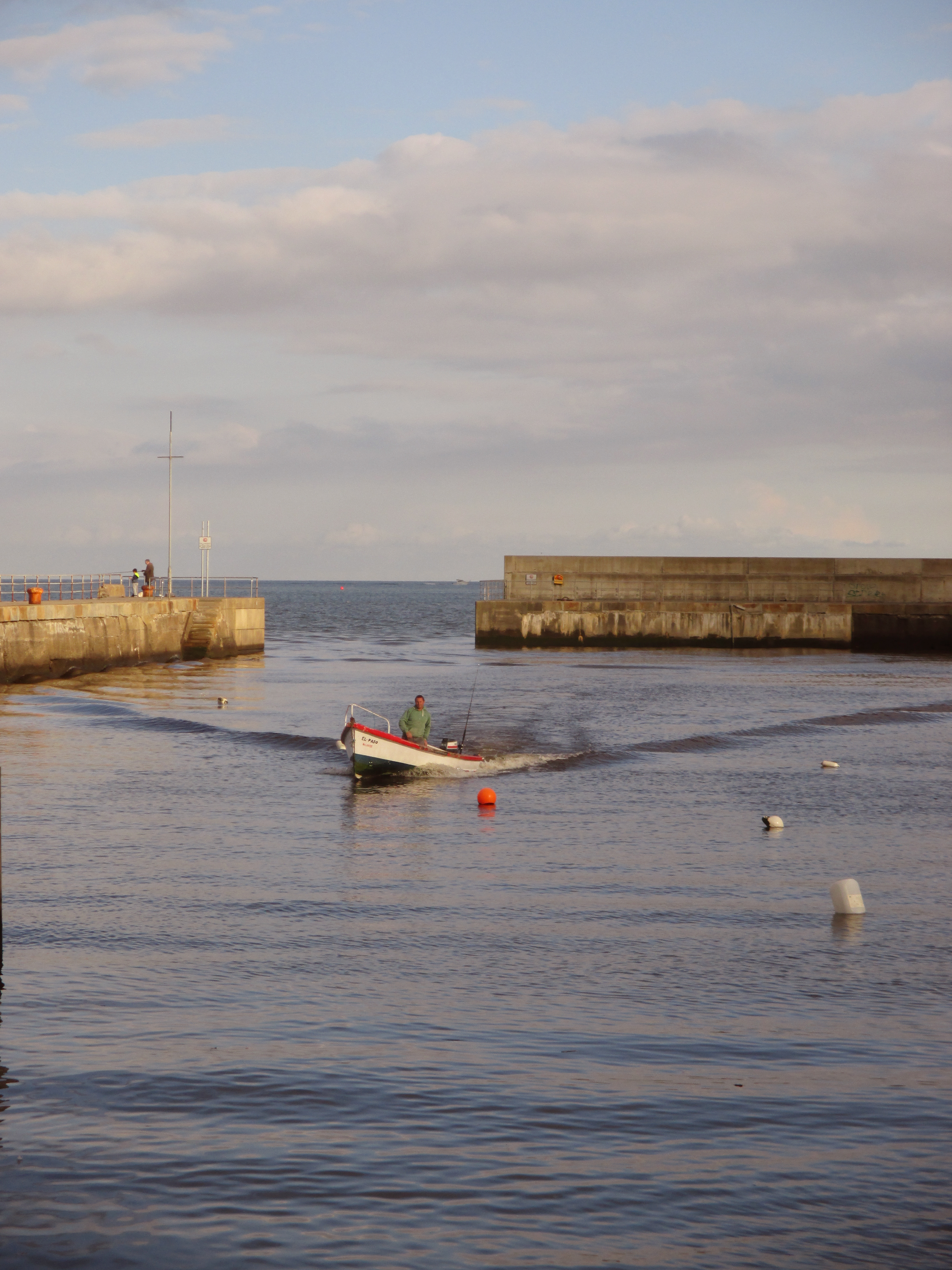
Porto de Bré, Outubro de 2014

Bray tem uma população crescente de residentes permanentes. Aumenta na estação estival com turistas de Dublin e estrangeiros. 

## Turismo

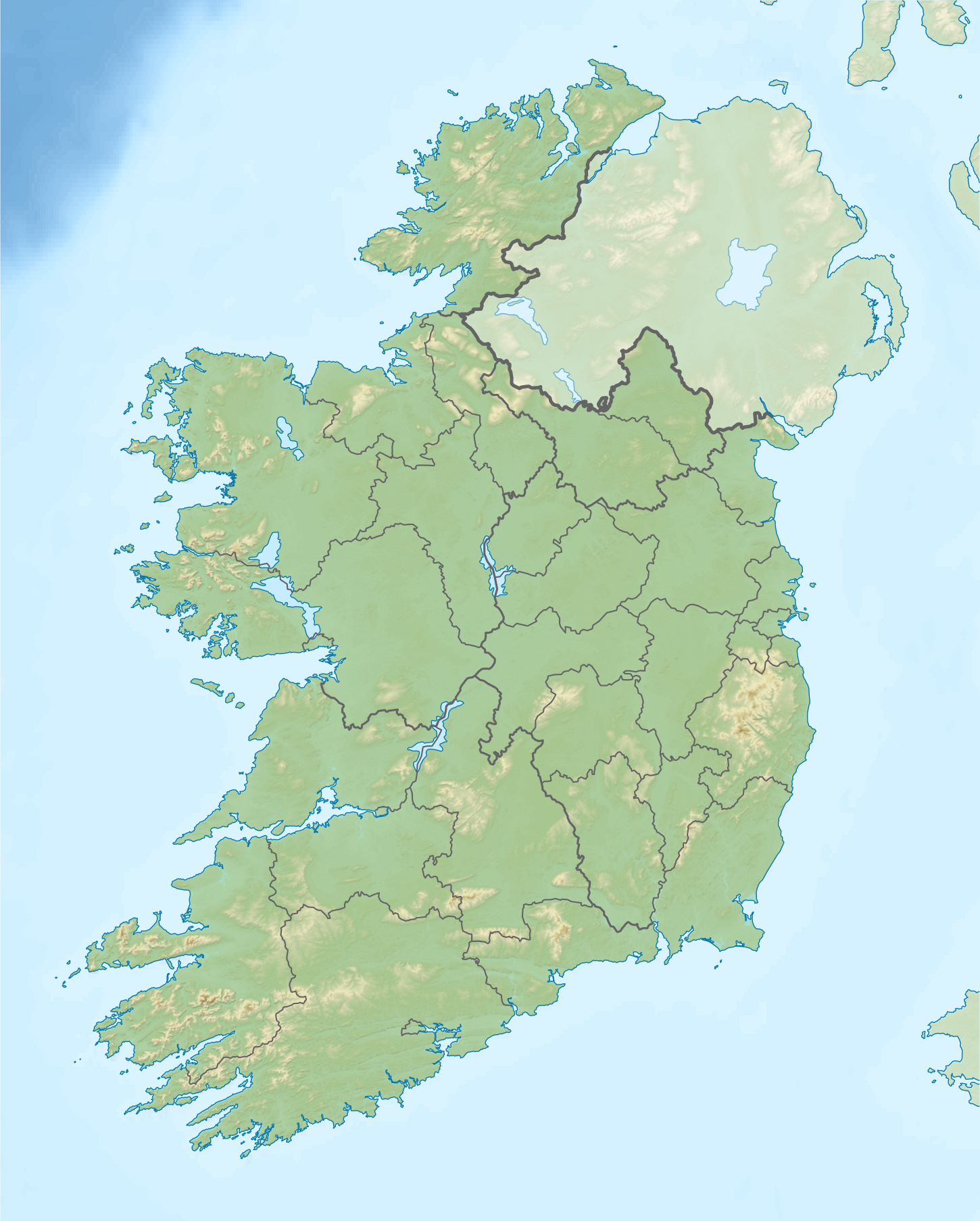
Mapa da Irlanda

Bray é um resort de férias estabelecido há muito tempo com hotéis e pousadas, lojas, restaurantes e entretenimento noturno. A cidade também organiza uma série de festivais.
Na zona da cidade há campos de golfe 18 buracos, clubes de ténis, pesca, vela e equitação, lojas e arcadas.  A praia de areia e cascalho tem mais de 1,6 Km  com esplanadas à beira-mar. O promontório local,  atinge 241 m de altura. Uma cruz de betão no topo foi erguida em 1950 para comemorar o ano santo.

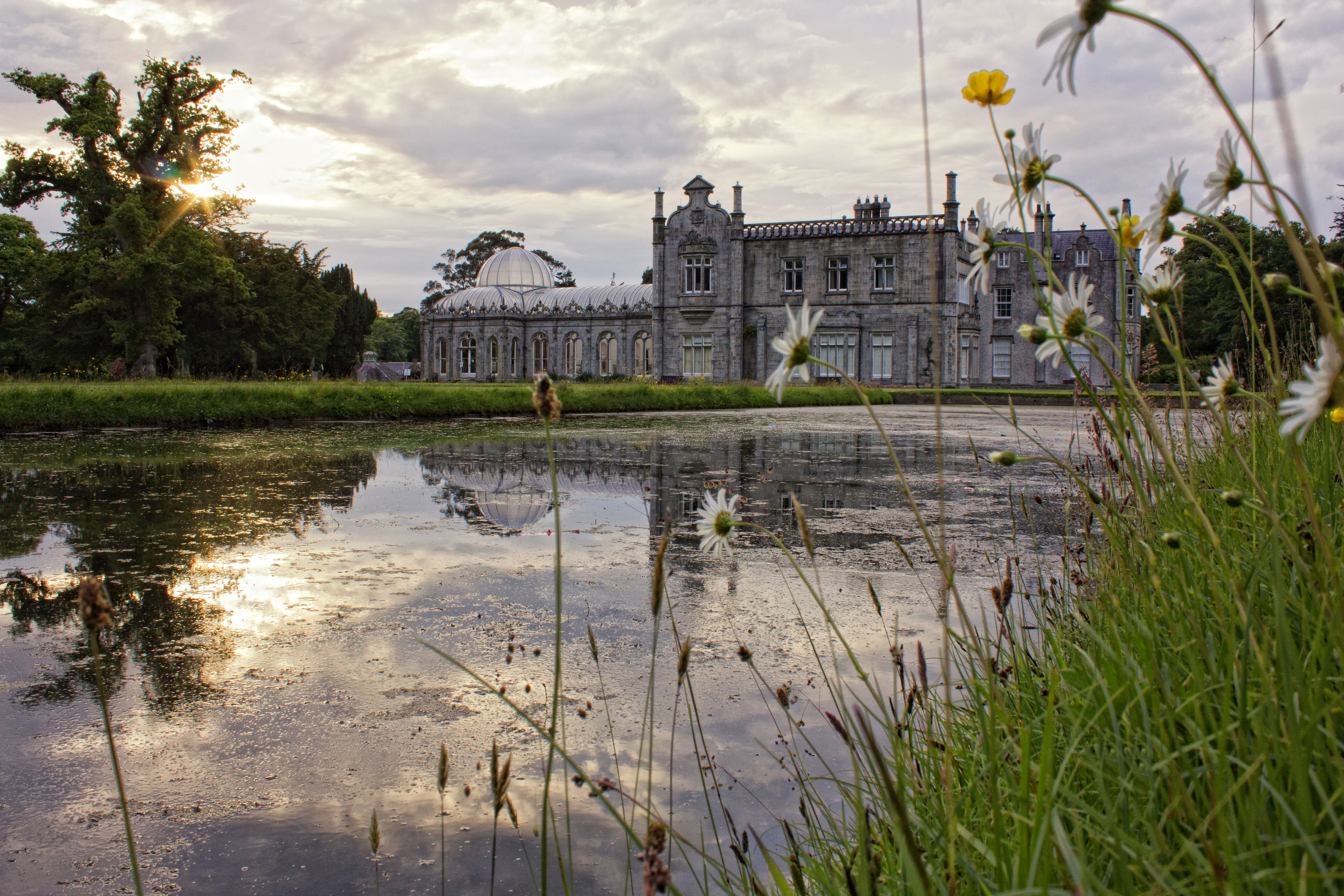
Killruddery House, uma mansão de Revivalismo Elisabetano construída cerca de 1820.

## Cultura

### Filme
Bray é o lar dos estúdios de cinema mais antigos da Irlanda, os Ardmore Studios, fundados em 1958, onde foram filmados filmes como Excalibur, Braveheart e Breakfast on Pluto. O Último Stand-up de Custer foi filmado em Bray e a cidade também foi usada no filme de 2012 de Neil Jordan, Byzantium, parte do qual foi filmado no Bray Head Inn. O filme de 1991 de Neil Jordan, The Miracle, é sediado em Bray.

### Teatro e literatura
Bray tem vários grupos de teatro, incluindo o Bray Arts e o Square One Theatre Group, em locais como o Mermaid Arts Center.  
Dos autores que viveram em Bray figuram James Joyce, Sir Arthur Conan Doyle, Molly Keane e Neil Jordan. Situada na Eglinton Road, existe uma Biblioteca Carnegie que data de 1910. Outra biblioteca serve a freguesia de Ballywaltrim na Boghall Road, no sul da cidade.

### Meios de comunicação
O jornal Bray People concentra-se nas notícias nas áreas e subúrbios locais, bem como o freesheet Wicklow Times (North Edition). A Estação de Rádio FM da Costa Leste também opera localmente.

## Pessoas

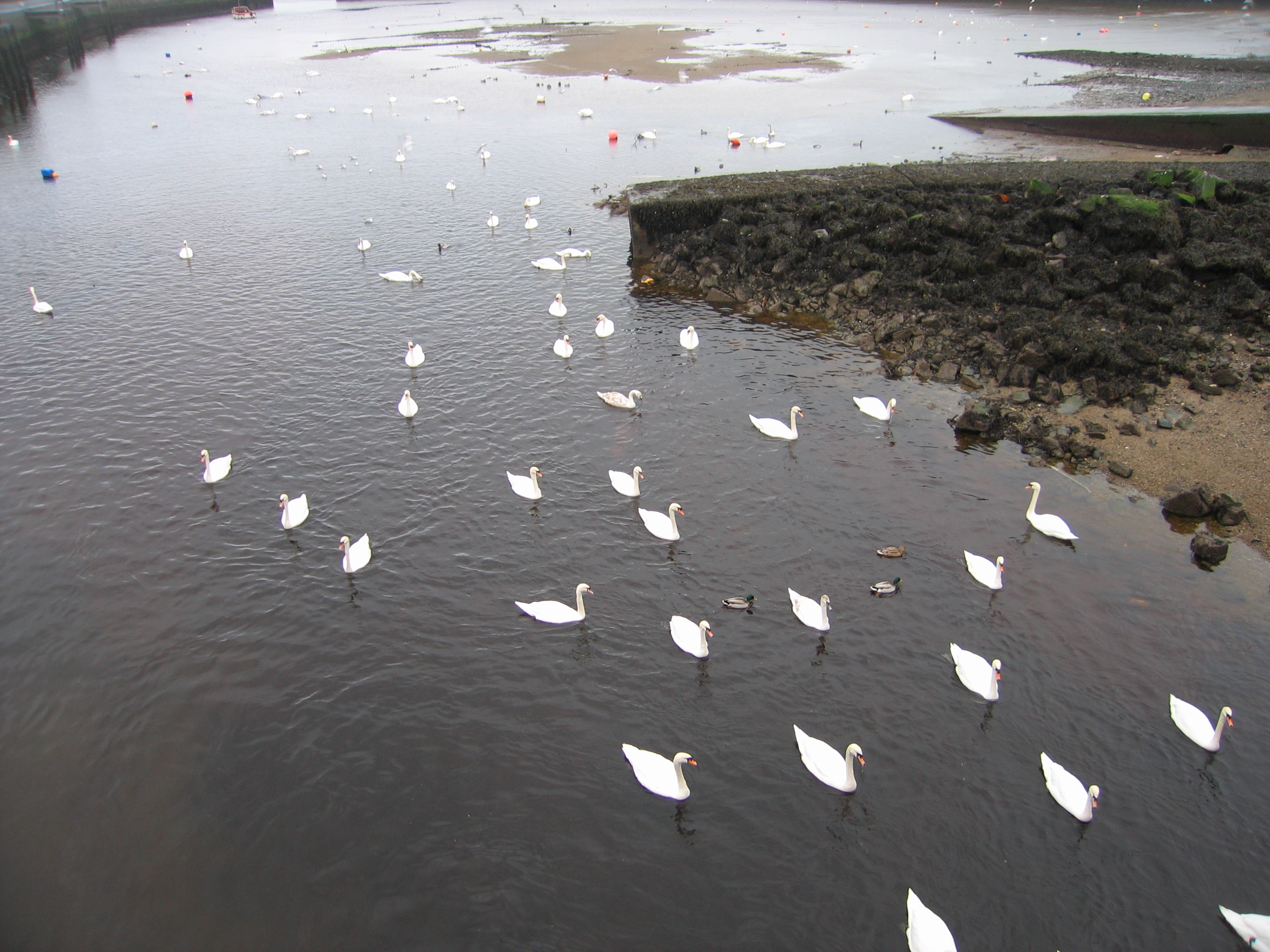
Cisnes onde o rio Dargle deságua no porto

Ex-residentes ou atuais da cidade incluíam:
- Cearbhall Ó Dálaigh, quinto Presidente da Irlanda[12]
- Dara Ó Briain, comediante e apresentador de televisão[13]
- Denzil Lacey, ex- RTÉ 2fm e atual apresentador do Spin South West[14]
- Eddie Jordan, ex-piloto de corridas e fundador da equipe de Fórmula 1 Jordan Grand Prix
- Seamus Costello, membro fundador do Exército Irlandês de Libertação Nacional
- Ed Joyce, jogador de críquete profissional[15]
- Fergal Devitt, lutador profissional da WWE, que luta sob o nome de Finn Bálor
- Fionn Regan, músico[16]
- James Joyce, escritor
- Jordan Devlin, lutador profissional da WWE[17]
- Katie Taylor, medalhista de ouro no boxe mundial, europeu e olímpico[18]
- Laura Whitmore, ex-apresentadora de televisão da MTV
- Lennox Robinson, dramaturgo e poeta
- Maria Doyle Kennedy, cantora e atriz que residia na cidade quando criança.[19]
- Mary Coughlan, cantora que reside na cidade
- Sinead O'Connor, cantora que morou na cidade
- Sheridan Le Fanu, escritor de romances de terror e mistério góticos
- William Wilde e Jane Wilde, os pais de Oscar Wilde, construíram propriedades no Esplanade Terrace em 1863, um dos quais agora é o Strand Hotel[20]
- Thomas Langlois Lefroy, político e juiz, que morava em sua propriedade familiar em Newcourt[21]
- Darren Randolph, goleiro do Middlesbrough FC[22]
- Gary O'Toole, ex-nadador olímpico irlandês de Bray
- Eamon de Buitlear, escritor, cineasta e músico tradicional irlandês[23]
- Keith Nolan, jogador de golfe profissional, ex-jogador da GB & Ireland Walker Cup e jogador do PGA Tour[24]